# Kirov Air Enterprise
La Kirov Air Enterprise o (in russo: Кировское Авиапредприятие) conosciuta anche come KirovAvia era una compagnia aerea russa con la base tecnica all'Aeroporto di Kirov (USKK), in Russia. La sua licenza di volo è stata revocata nel 2012.

## Storia

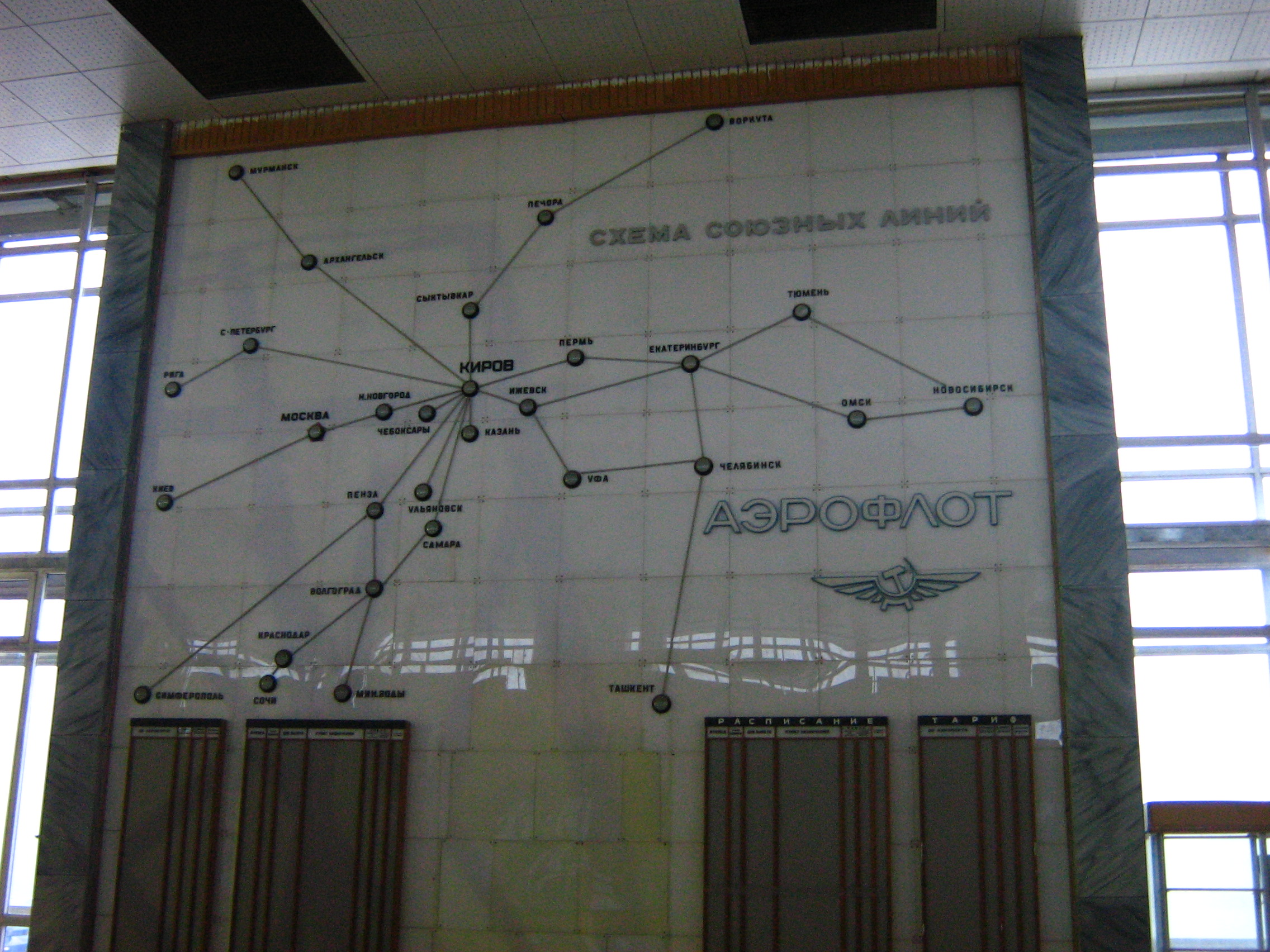
La mappa delle destinazioni storiche dell'Aeroflot-Kirov

Il Distaccamento dell'Aviazione Civile di Kirov è stato fondato nel 1937.
La Kirov Air Enterprise è stata fondata sulla base della compagnia aerea Aeroflot-Kirov nel 1992.
L'ex-direttore generale della compagnia aerea Valentin Komlev, è stato condannato dal Tribunale dell'Oblast' di Kirov per la vendita di due aerei Tupolev Tu-134 nel 2002-2003 a compagnie aeree private. La somma di 15,264 milioni di rubli per il primo Tu-134 e di 13 milioni di rubli per il secondo aereo di proprietà statale non è mai stata versata sui conti dell'Azienda Pubblica.
Inoltre, è stato condannato in concorso con Komlev anche l'ex-direttore del Dipartimento della Proprietà dello Stato e l'ex-Vice-Governatore dell'Oblast' di Kirov, Gennadij Pentegov, il quale ha dato il permesso di vendita degli aerei di proprietà statale senza averne le competenze necessarie, attribuite al Ministero di Proprietà Statale della Russia con sede a Mosca.
Il 1º febbraio 2005 la Kirov Air Enterprise è stata dichiarata fallita in seguito a queste vicende finanziarie. Successivamente la compagnia aerea è stata privatizzata diventando una società per azioni.
La Kirov Air Enterprise S.p.A. gestisce il Terminal dell'Aeroporto di Kirov con una pista attiva di 2.200 m di classe B.
Il 26 ottobre 2007 la Kirov Air Enterprise ha compiuto 70 anni dalla fondazione.

## Strategia
La compagnia aerea faceva servizio di trasporto aereo passeggeri nella parte europea della Russia, con hub a Kirov.
Effettuava i voli di linea per la capitale russa Mosca, i voli di linea stagionali per Kazan', Soči, Nar'jan-Mar, Usinsk, Vorkuta.

## Flotta
- 4 Antonov An-24RV
- 1 Antonov An-26B

## Flotta storica

### Aerei
- Antonov An-2
- Tupolev Tu-134A

### Elicotteri
- Mil Mi-2

## Accordi commerciali
- RusLine
- UTair[2]